# Saint Lucia ai Giochi della XXXI Olimpiade
Saint Lucia ha partecipato ai Giochi della XXXI Olimpiade, che si sono svolti a Rio de Janeiro, Brasile, dal 5 al 21 agosto 2016, con una delegazione di cinque atleti impegnati in tre discipline: atletica leggera, nuoto e vela. Come nelle due edizioni precedenti, portabandiera alla cerimonia di apertura è stata l'altista Levern Spencer, alla sua terza Olimpiade.
Si è trattato della sesta partecipazione di questo paese ai Giochi estivi. Così come nelle precedenti edizioni, non sono state conquistate medaglie.

## Partecipanti

### Atletica leggera
- 100 m maschili - 1 atleta (Jahvid Best)
- Salto in alto femminile - 2 atlete (Jeanelle Scheper, Levern Spencer)

### Nuoto
- 50 m stile libero maschile - 1 atleta (Jordan Augier)

### Vela
- Laser Radial femminile - 1 atleta (Stephanie Devaux-Lovell)